# Lega Nazionale A 1965-1966 (hockey su ghiaccio)
La stagione 1965-1966 del campionato svizzero di hockey su ghiaccio ha visto campione i GCK Lions, mentre la regular season è stata vinta dal Genève-Servette HC.

## Classifica Regular Season
|    | Classifica        | G  | V  | N | P  | GF | GS | Dif | Pt |
| -- | ----------------- | -- | -- | - | -- | -- | -- | --- | -- |
| 1  | Ginevra-Servette  | 18 | 11 | 4 | 3  | 83 | 52 | +31 | 26 |
| 2  | GCK Lions         | 18 | 11 | 3 | 4  | 68 | 46 | +22 | 25 |
| 3  | Visp              | 18 | 10 | 3 | 5  | 72 | 53 | +19 | 23 |
| 4  | ZSC Lions         | 18 | 10 | 2 | 6  | 74 | 69 | +5  | 22 |
| 5  | Langnau Tigers    | 18 | 7  | 4 | 7  | 57 | 53 | +4  | 18 |
| 6  | Berna             | 18 | 7  | 2 | 9  | 58 | 61 | -3  | 16 |
| 7  | Kloten Flyers     | 18 | 7  | 2 | 9  | 69 | 75 | -6  | 16 |
| 8  | La Chaux-de-Fonds | 18 | 6  | 2 | 10 | 63 | 70 | -7  | 14 |
| 9  | Davos             | 18 | 6  | 2 | 10 | 50 | 72 | -22 | 14 |
| 10 | Villars           | 18 | 1  | 4 | 13 | 50 | 93 | -43 | 6  |

LEGENDA:

G=Giocate, V=Vinte, N=Pareggiate, P=Perse, GF=Gol Fatti, GS=Gol Subiti, Dif=Differenza Reti, Pt=Punti

## Girone Finale
|   | Classifica       | G | V | N | P | GF | GS | Dif | Pt |
| - | ---------------- | - | - | - | - | -- | -- | --- | -- |
| 1 | GCK Lions        | 6 | 3 | 1 | 2 | 17 | 20 | -3  | 7  |
| 2 | Ginevra-Servette | 6 | 3 | 0 | 3 | 25 | 22 | +3  | 6  |
| 3 | Visp             | 6 | 2 | 2 | 2 | 22 | 22 | +0  | 6  |
| 4 | ZSC Lions        | 6 | 1 | 2 | 3 | 21 | 21 | +0  | 4  |

LEGENDA:

G=Giocate, V=Vinte, N=Pareggiate, P=Perse, GF=Gol Fatti, GS=Gol Subiti, Dif=Differenza Reti, Pt=Punti

## Spareggio (LNA-LNB)
Lo Young Sprinters HC viene promosso direttamente in prima divisione a scapito dell'HC Villars.

## Classifica Marcatori
|    | Nome            | Squadra              | Gol | Assist | Punti |
| -- | --------------- | -------------------- | --- | ------ | ----- |
| 1. | Fritz Naef      | Genève-Servette HC   | 24  | 21     | 45    |
| 2. | Michel Türler   | HC La Chaux-de-Fonds | 21  | 20     | 41    |
| 3. | Walter Salzmann | EHC Visp             | 20  | 11     | 31    |